# Blauwkeelhoningzuiger
De blauwkeelhoningzuiger (Anthreptes reichenowi) is een zangvogel uit de familie Nectariniidae (honingzuigers).

## Verspreiding en leefgebied
Deze soort telt 2 ondersoorten:
- A. r. yokanae: zuidoostelijk Kenia en oostelijk Tanzania.
- A. r. reichenowi: oostelijk Zimbabwe, zuidelijk Mozambique en noordoostelijk Zuid-Afrika.